# 9963 Sandage

9963 Sandage

9963 Sandage eller 1992 AN är en asteroid i huvudbältet som upptäcktes 9 januari 1992 av den amerikanske astronomen Eleanor F. Helin vid Palomar-observatoriet. Den är uppkallad efter den amerikanske astronomen Allan Sandage.
Asteroiden har en diameter på ungefär 6 kilometer och den tillhör asteroidgruppen Phocaea.